# Borne interactive

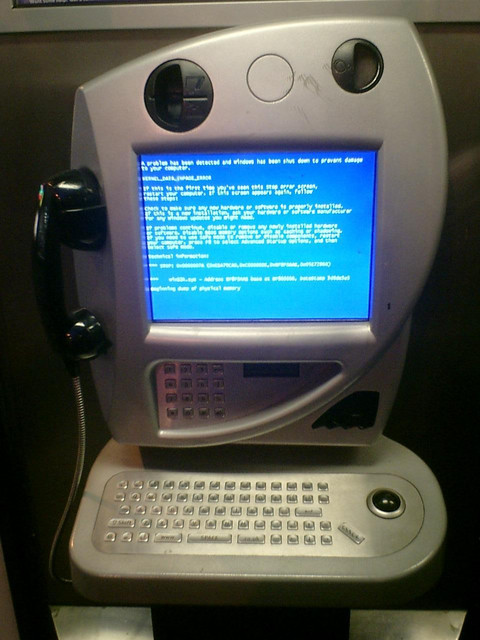
Un « écran bleu de la mort » sur une borne interactive téléphonique publique tournant sous Microsoft Windows.

Une borne interactive est un terminal informatique mis à la disposition du public pour fournir un accès à des réseaux d'information.
Elle peut offrir de nombreux services ciblés tels que la billetterie. La borne interactive est donc très utilisée pour remplacer les caisses et guichets dans les administrations, les commerces, les lieux culturels, etc.

## Structure
Une borne interactive comporte généralement une unité centrale, un écran tactile et éventuellement différents périphériques (imprimante, lecteur de carte, etc.) dans une structure robuste adaptée à une utilisation intérieure et extérieure.
Son système d'exploitation doit être facile à comprendre et à utiliser pour rester accessible à tous, même aux personnes non familiarisées avec les environnements informatiques.